# Beschta
Beschta (russisch Бежта́, awarisch БежтІа) ist ein Dorf (selo) in der Republik Dagestan in Russland mit 3502 Einwohnern (Stand 14. Oktober 2010).

## Geographie
Der Ort liegt knapp 150 km Luftlinie südwestlich der Republikhauptstadt Machatschkala und gut 10 km von der Staatsgrenze zu Georgien im östlichen Teil des Großen Kaukasus, unmittelbar umgeben von über 3000 m hohen Bergen. Er befindet sich an Chsanor (auch Chsan-or), einem linken Nebenfluss des Awarskoje Koisu.
Beschta gehört als dessen mit Abstand größte Ortschaft zum Rajon Zuntinski und liegt etwa 15 km südöstlich von dessen Verwaltungszentrum Kidero. Es ist Verwaltungszentrum des Beschtinski utschastok („Beschtaer Abschnitt“), einer im heutigen Russland einmaligen munizipalen Verwaltungseinheit auf der Ebene zwischen Rajon und Gemeinden, sowie Sitz der Landgemeinde (selskoje posselenije) Selo Beschta. Innerhalb der Gemeinde wurden am 26. September 2013 drei weitere selbständige Dörfer ausgewiesen: Balakuri, Issoo und Schamod, zuvor Ortsteile von Beschta.
Der Ort ist überwiegend von Beschtinern bewohnt, die teilweise noch Beschtinisch sprechen, eine der didoischen Sprachen, und zumeist als Subethnie der Awaren gelten.

## Geschichte
Der seit dem Mittelalter bekannte Ort gehörte nach dem Anschluss des Gebietes an das Russische Reich und der Schaffung der Oblast Dagestan zum Okrug Gunib, und innerhalb dieses zum südlichsten Abschnitt (utschastok) mit Sitz im 20 km östlich gelegenen Tljarata.
Am 25. Dezember 1930 kam Beschta zu dem neu aus dem Zumadinski rajon ausgegliederten Zuntinski rajon mit Sitz zunächst in Kidero, ab 1935 im weiter nördlich gelegenen Dorf Schauri. Am 20. Mai 1944 wurde der Rajon zwischenzeitlich aufgelöst und sein Gebiet wieder Teil des Zumadinski rajon mit Sitz im fast 50 km nördlich am Andijskoje Koisu gelegenen Agwali. Am 15. November 1955 wurde der Rajon neu gebildet, nun mit Sitz in Beschta. 1992 wurde die Rajonverwaltung an den ursprünglichen Ort, nach Kidero, verlegt, aber zugleich der Beschtinski utschastok mit Sitz in Beschta geschaffen.
Im Februar 2004 kam es während des Zweiten Tschetschenienkriegs bei Beschta zu Kämpfen zwischen russischen Grenztruppen und tschetschenischen Freischärlern, in deren Verlauf der Feldkommandeur Ruslan Gelajew getötet wurde, zuvor zeitweise Oberkommandierender der tschetschenischen Separatistenstreitkräfte.

### Bevölkerungsentwicklung
| Jahr | Einwohner |
| ---- | --------- |
| 1897 | 1284      |
| 1959 | 1643      |
| 1970 | 2627      |
| 1979 | 3064      |
| 1989 | 3117      |
| 2002 | 3731      |
| 2010 | 3502      |

Anmerkung: Volkszählungsdaten

## Verkehr
Beschta liegt an der Regionalstraße 82K-031, die vom 10 km östlich gelegenen Dorf Tljadal den Chsanor aufwährt nach Kidero führt. In Tljadal besteht Anschluss an die 82K-010, die den zentralen Teil der Republik bei Gunib zunächst entlang dem Awarskoje Koisu über Chebda mit dem 2441 m hohen Wantljaschewski-Pass über den Kaukasus-Hauptkamm, an der Grenze zu Georgien, verbindet (der Abschnitt von Tljadal zum Pass ist noch im Bau beziehungsweise geplant); von Kidero verläuft die 82N-002 ins nördlich benachbarte Rajonzentrum Agwali.